# 被勇者奪去一切的我跟勇者媽媽一起組隊了！
《被勇者奪去一切的我跟勇者媽媽一起組隊了！》是石のやっさん原著的異世界後宮輕小說系列，2022年連載於KAKUYOMU。輕小說插畫和漫畫皆由久遠まこと擔任繪畫。

## 故事簡介
主角賽雷斯是勇者隊伍的一員，他被勇者隊伍的成員驅逐並獨自一人離開。賽雷斯後來在奴隸商那遇見他從小就愛上且已成為奴隸的勇者母親靜子。在賽雷斯將她從奴隸商手中救出並一起冒險時，他再次表達了對靜子的愛意。漸漸地，兩人的關係出現變化...

## 登場人物

### 主要人物
以下為有聲漫畫版的聲優。
賽雷斯
本作主角、轉生者。兒童時期向勇者們的母親告白。
静子（聲：芝崎典子）
勇者母親，被丈夫販賣至奴隸商，後來遇見賽雷斯並獲救。
沙優（聲：田澤茉純）

美咲（聲：卢婷）

## 出版書籍

### 輕小說
| 卷數 | 角川新文芸     | 角川新文芸             |
| 卷數 | 發售日期       | ISBN                   |
| ---- | -------------- | ---------------------- |
| 1    | 2024年4月26日  | ISBN 978-4-047-37990-9 |
| 2    | 2024年10月30日 | ISBN 978-4-047-38125-4 |

### 漫畫
| 卷數 | KADOKAWA       | KADOKAWA               | 台灣角川      | 台灣角川               |
| 卷數 | 發售日期       | ISBN                   | 發售日期      | ISBN                   |
| ---- | -------------- | ---------------------- | ------------- | ---------------------- |
| 1    | 2023年5月23日  | ISBN 978-4-046-82490-5 | 2024年4月4日  | ISBN 978-6-263-78835-0 |
| 2    | 2023年11月22日 | ISBN 978-4-046-82976-4 | 2025年2月27日 | ISBN 978-6-264-15286-0 |
| 3    | 2024年4月23日  | ISBN 978-4-046-83601-4 | 2025年2月27日 | ISBN 978-6-264-15287-7 |
| 4    | 2024年10月23日 | ISBN 978-4-046-83991-6 |               |                        |

## 外部連結
- ComicWalker （页面存档备份，存于） - 漫畫（日語）
- KAKUYOMU （页面存档备份，存于） - 輕小說（日語）